# Порозово (Гродненская область)
Порозово (бел. Поразава, до 1958 года — Порозов) — городской посёлок в Свислочском районе Гродненской области Беларуси. Административный центр Порозовского сельсовета.
Численность населения — 616 человек (на 1 января 2025 года).

## География
Расположен на реке Россь, в 22 км к юго-востоку от города Свислочь и в 90 км к юго-востоку от Гродно. В посёлке от автомагистрали Р47 на участке Свислочь — Новый Двор ответвляется автомагистраль Р78 (Порозово — Волковыск). Ближайшая ж/д станция находится в городе Свислочь (ветка Волковыск — Свислочь — Хайнувка).

## Геральдика
Герб и флаг учреждены Указом Президента Республики Беларусь от 14 июня 2007 № 279 и зарегистрированы в Государственном геральдическом регистре 4 июня 2009 г. № Б-118 и № Б-119. Одобрены решением Порозовского поселкового Совета депутатов от 10 ноября 2006 г. № 64.

## История
Порозово известно с XV века как королевское местечко Волковысского повета Новогрудского воеводства Великого княжества Литовского. В 1523 году получило магдебургское право, а в 1616 году — герб.
В 1560 году здесь основан католический приход.
С 1795 года — в составе Российской империи, государственное поместье, центр волости Волковысского уезда Гродненской губернии. В 1825—1828 годах построен каменный католический храм Михаила Архангела, а в 1872 году — православная Троицкая церковь.
В XIX веке Порозово принадлежало роду Бутовт-Андрейковичей, которые выстроили в имении усадьбу «Богуденки» (сохранилась до наших дней). В 1878 году Порозово насчитывало около 300 домов, 1454 жителей, из которых 556 — евреи. Христиане в основном занимались гончарством и земледелием, а евреи мелкой торговлей. В конце XIX века в Порозово проживало 658 жителей, здесь действовали православная церковь, костёл, еврейский молитвенный дом, училище, аптека и несколько магазинов.
В XIX — начале XX века известно как центр производства керамики (работало около 200 мастеров). По Рижскому мирному договору (1921 года) Порозово попало в состав межвоенной Польской Республики, принадлежали Волковысскому повету Белостокского воеводства.
С 1939 года — в БССР; центр Порозовского района (позднее упразднённого), с 1958 года — городской посёлок, с 1960-го — в Свислочском районе.
В усадьбе «Богуденки» в советское время размещалась больница, с 2002 года усадьба заброшена.

## Население
Численность населения — 616 человек (на 1 января 2025 года)

### Динамика
- 2023 год — 694 человек (на 1 января 2023 года)[10]
- 2025 год — 616 человек (на 1 января 2025 года)[3]

## Экономика
- Предприятие по производству мебели из лозы ОАО «Свислочская фабрика лозовой мебели».

## Культура
- Дом культуры
- Музей ГУО "Порозовская средняя школа"

## Достопримечательности
- Усадьба Бутовт-Андрейковчей «Богуденки», XIX век
- Католический храм Михаила Архангела, 1828 год.  Скульптура и декоративная отделка интерьера, колокол с гравированными рельефами —  Историко-культурная ценность Республики Беларусь, шифр 412Г000480
- Здание плебании (дом и хозпостройки настоятеля)
- Православная Троицкая церковь, 1872 год.
- Синагога, XIX век

### Памятник, скульптура
- Памятник В. И. Ленину
- Братская могила, в сквере, ул. 1 Мая[11] —  Историко-культурная ценность Республики Беларусь, шифр 413Д000483
- Памятник жертвам нацизма

## Галерея

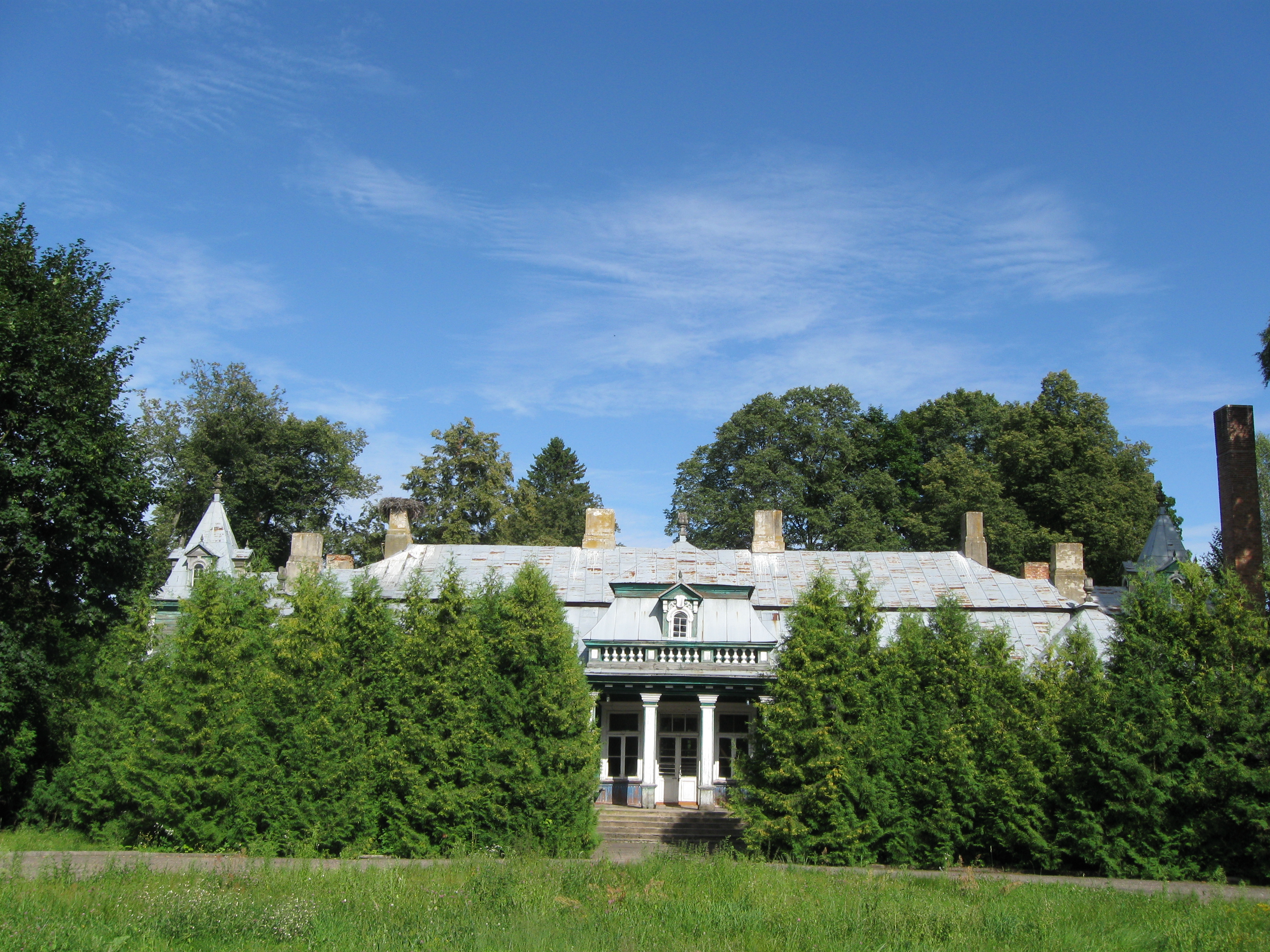
Комплекс бывшей усадьбы
Комплекс бывшей усадьбы
Костёл Св. Михаила Архангела
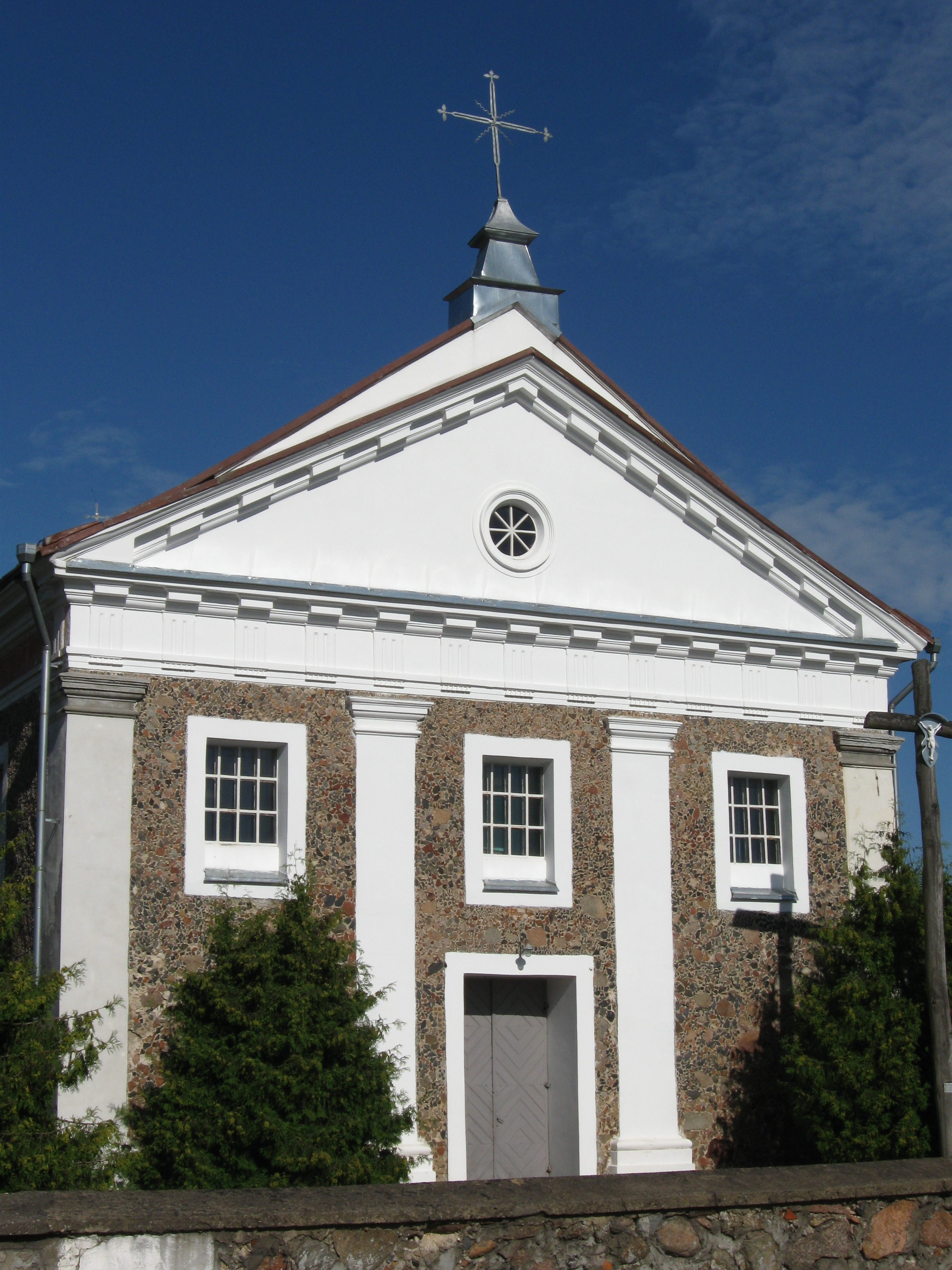
Костёл Св. Михаила Архангела
Костёл Св. Михаила Архангела
Панорама
Лесничество
Бывшая синагога
Бывшая синагога
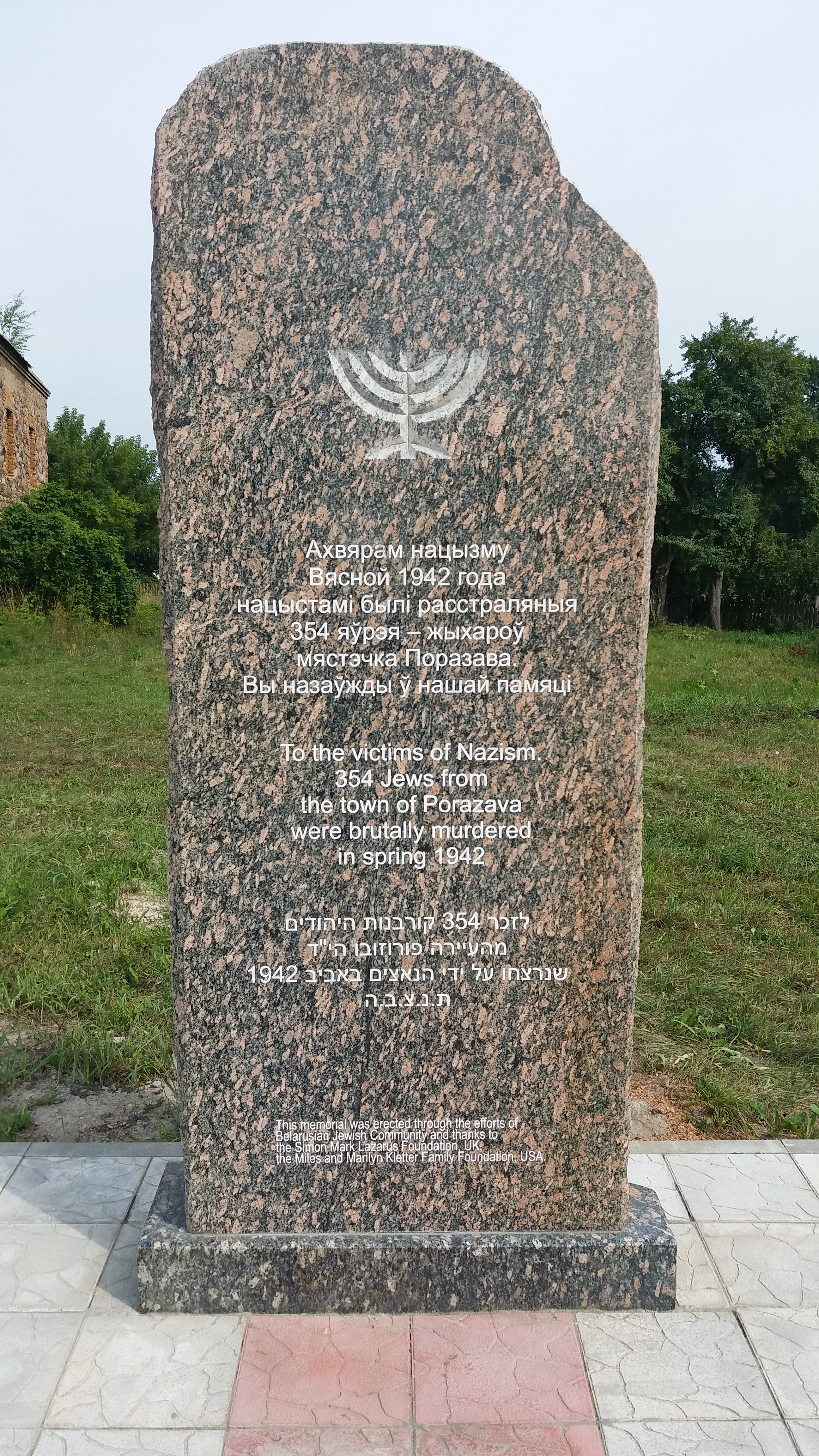
Памятник жертвам нацизма
Троицкая церковь
Троицкая церковь
Панорама
Дом союза поляков
Панорама